# Нікулін Ілля Володимирович
Ілля Володимирович Нікулін (рос. Илья Владимирович Никулин; 12 березня 1982, м. Москва, СРСР) — російський хокеїст, захисник. Виступає за «Ак Барс» (Казань) у Континентальній хокейній лізі. Заслужений майстер спорту Росії (2009).
Виступав за ТХК (Твер), «Динамо» (Москва), «Ак Барс» (Казань).
У складі національної збірної Росії учасник зимових Олімпійських ігор 2010 (4 матчі, 0+1), учасник чемпіонатів світу 2006, 2007, 2008, 2009, 2010, 2011 і 2012 (62 матчі, 9+17). У складі юніорської збірної Росії учасник чемпіонатів світу 1999 і 2000.
Досягнення
- Чемпіон світу (2008, 2009, 2012), срібний призер (2010), бронзовий призер (2007)
- Чемпіон Росії (2005, 2006), срібний призер (2007)
- Володар Кубка Гагаріна (2009, 2010)
- Володар Кубка європейських чемпіонів (2007)
- Володар Континентального кубка (2008)
- Учасник матчу усіх зірок КХЛ (2009, 2010, 2011).

Нагороди
- Нагороджений медаллю ордена «За заслуги перед Вітчизною» (II ступеня) (2009)[1].